# Schönbrunn

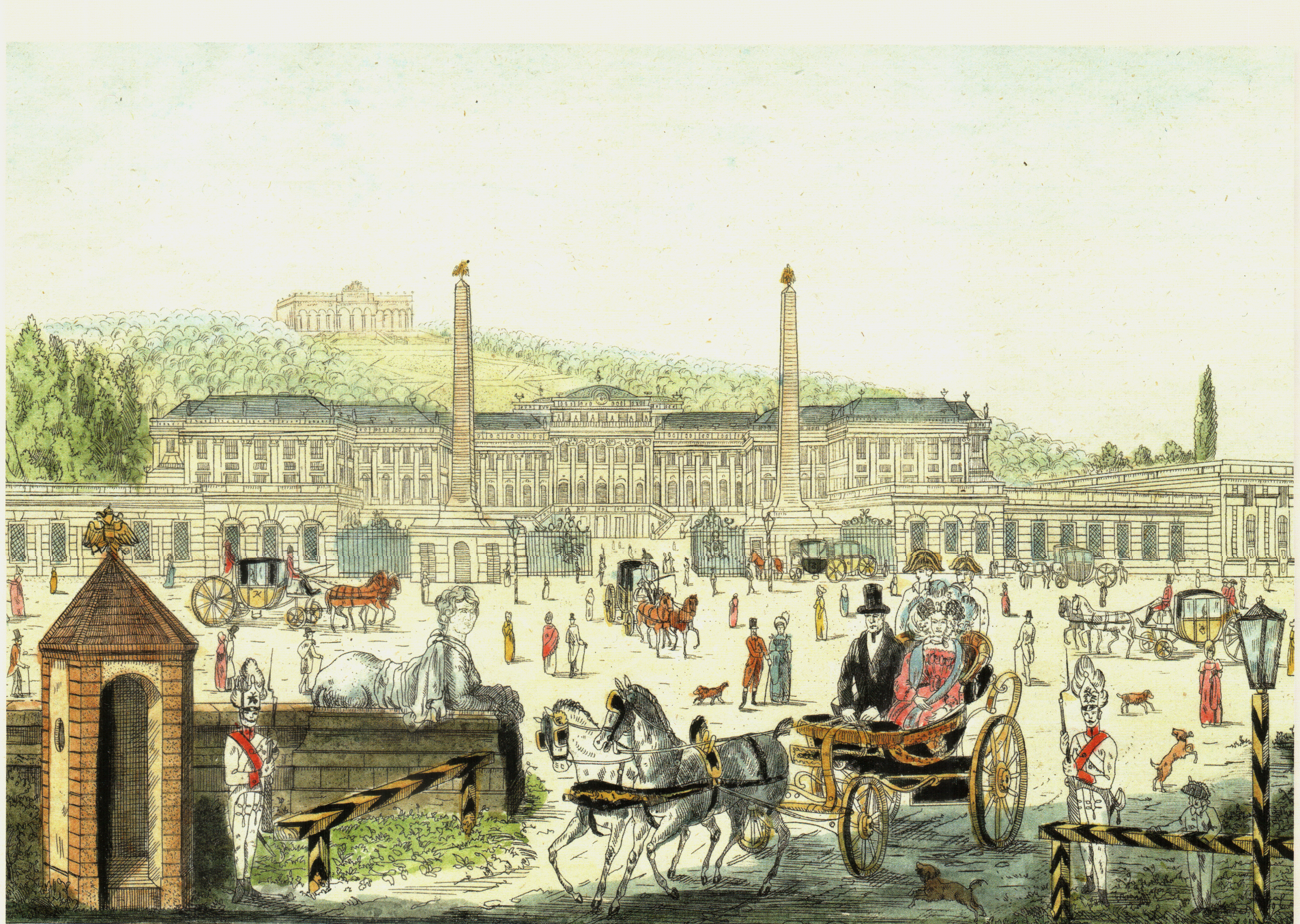
Schönbrunni kastély 1862-ben

A schönbrunni kastély barokk stílusú császári rezidencia Bécs Hietzing nevű kerületében. Ez Ausztria egyik legismertebb műemléke és turisztikai látványossága: magát a kastélyt évente másfélmillió látogató keresi fel, a parkot további 5,2 milliónyian tekintik meg. A belvárosból az U4 metróval közelíthető meg.

## Története

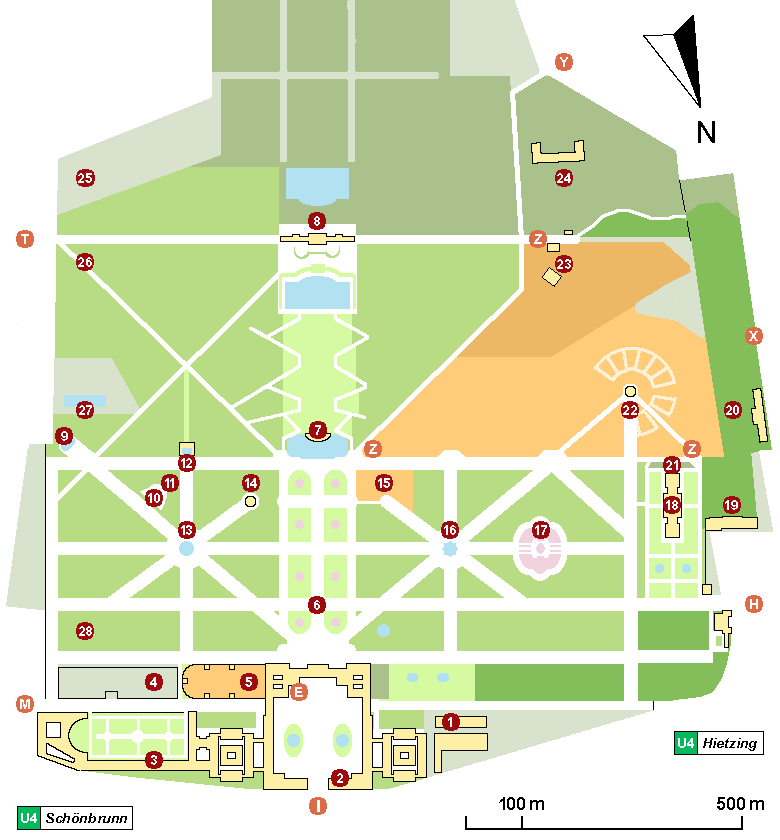
Schönbrunn térképe

A 15. századtól 1642-ig a Katerburg állt itt, amely Hermann Bayer bécsi polgármester vidéki házaként is szolgált. 1569-ben került a Habsburgok kezére, amikor II. Miksa császár megvásárolta, és udvari birtoknak nevezte ki azt. A császár a birtokot dísz- és állatkertnek szánta, ahová egzotikus állatfajokat, így pávát, is telepített, és amelyet vadászatra is előszeretettel használt. A kertet végül 1605-ben a Habsburg abszolutizmus ellen küzdő magyar csapatok pusztították el. A monda szerint a Schönbrunn elnevezés 1612-ből származik, amikor Mátyás császár (II. Mátyás néven magyar király) egy vadászat közben rátalált a Szép Kútra (azaz a Schöne Brunére).
Utóda, II. Ferdinánd sűrűn látogatta a helyet, és vadászatokat szervezett ide. 1637-es halála után a birtok az özvegy Eleonóra anyacsászárné rezidenciája lett, aki a társasági igényeinek kielégítésére nagyszabású építkezésekbe fogott. A komoly művészi ízléssel bíró özvegy gyönyörűen kiépített kertet hozatott itt létre, 1642-re egy díszkastély is épült, és a birtok életében először a Schönbrunn elnevezést kapta. Bécs második török ostroma idején, 1683-ban azonban a birtok szinte teljesen elpusztult.
I. Lipót a birtokot fiának szánta, és egy csodálatos palotát álmodott oda. Udvari ajánlás alapján a Rómában tanult Johann Bernhard Fischer von Erlachot bízta meg új kastély tervezésével. Az első utópisztikus tervek alapján a mai Gloriette helyén egy pompás kastély épült volna, amely mind méretben, mind díszességében felülmúlta volna a versailles-it is. Végül egy kicsit szerényebb tervek alapján a vadászkastély építése 1696-ban kezdődött, a kertet pedig Jean Trehet (André Le Nôtre tanítványa) 1695-ben kezdte tervezni. Az épület középső részét 1700-ban adták át, ám az építkezést a spanyol örökösödési háború okozta pénzhiány miatt felfüggesztették, majd a császár 1705-ös halálával végleg leállt.
A kastély sokáig befejezetlen maradt. 1724-ben VI. Károly császár megvásárolta I. Lipót özvegyétől. Később leányának, Mária Teréziának adta, aki mindig is rajongott a kastélyért és a kertjéért. Mária Terézia uralkodásának kezdetével, 1740-ben Schönbrunn az udvari élet központjává vált. 1744 és 1765 között Nikolaus Pacassival rokokó stílusban  bővítette és alakította át az épületet egy pompás kastélyt létrehozva ezáltal.
Férje, Lotaringiai Ferenc egy reprezentatív kert kialakításán fáradozott. A természetet kedvelő uralkodó alapította meg 1752-ben a világ első állatkertjét is. 1765-ben az addigra megözvegyült Mária Terézia férje terveinél egyszerűbben fejezte be a birtok udvarának kialakítását. Ő építtette a Neptun-kutat és a Gloriette-et is. A kastély és kertje nagyjából 1780-ra, Mária Terézia halálának évére nyerte el a végleges formáját. Ezután sokáig érintetlen maradt, még ma is nagyrészt őrzi akkori jellegét.

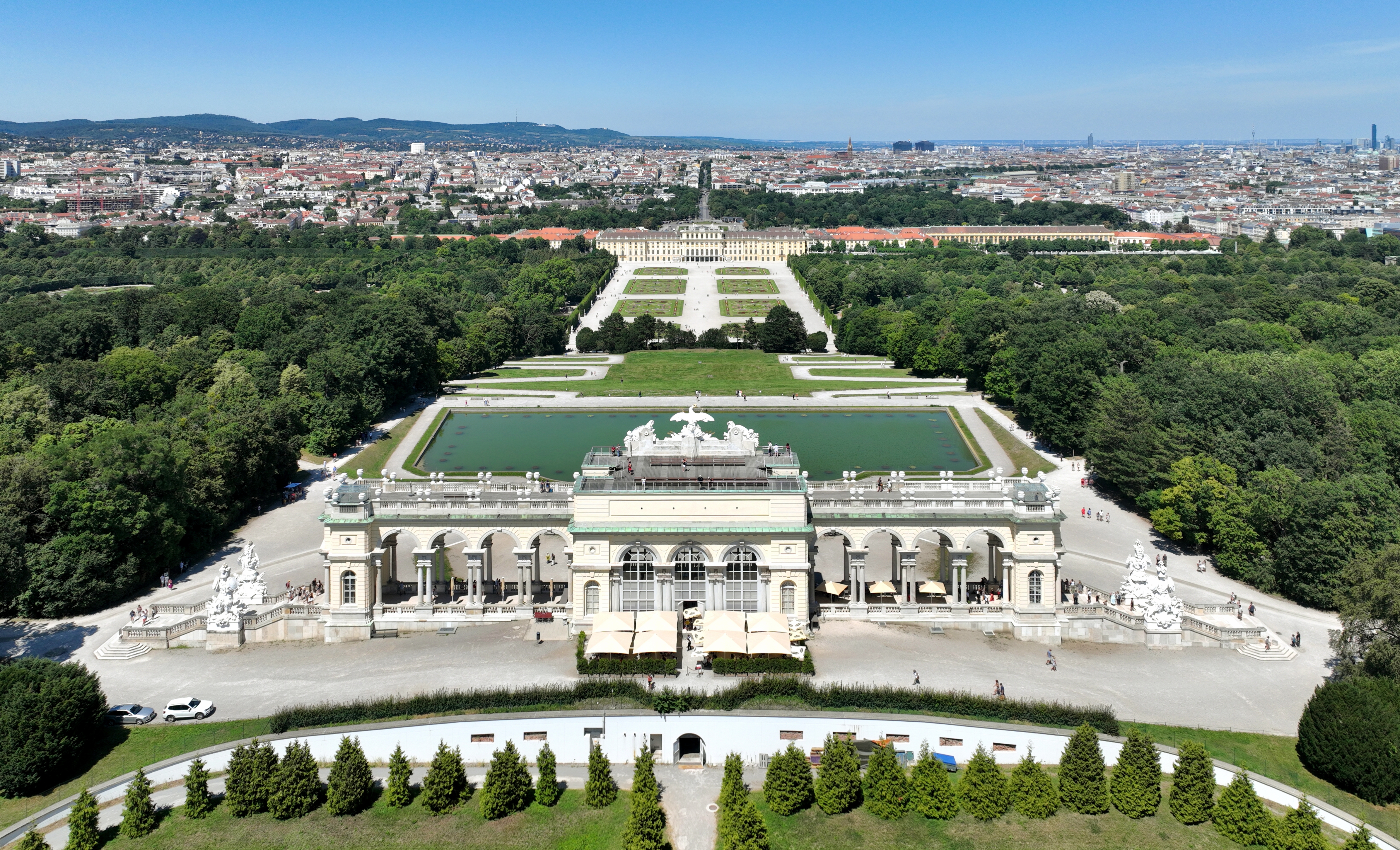
A schönbrunni kastély panorámája a Gloriette felől nézve

A 19. században I. Ferenc József uralkodása alatt változott valamit Schönbrunn. A császár, aki itt töltötte ifjúságát, később rezidenciájául választotta a kastélyt, és itt is halt meg 1916. november 21-én. Ő csak néhány kisebb, belső átalakítást végeztetett el az ifjú Erzsébet császárné fogadása érdekében.
1918-ban, a monarchia bukása után az újonnan alakult Osztrák Köztársaság lett a kastély tulajdonosa, és a gyönyörű szobákat múzeummá alakították át. 1945-ben a főépületet és a Gloriette egy részét eltalálták a szövetséges légierők bombái. A második világháború után a kastély épen maradt részében rendezték be a brit megszálló csapatok főhadiszállását. A megsérült részeket részben ekkor, részben a megszálló erők kivonulása után restaurálták.
A 20. században a kastély több történelmi esemény színhelye volt; 1961-ben például itt találkozott John Fitzgerald Kennedy amerikai elnök és Nyikita Hruscsov szovjet pártfőtitkár.

## A kastély

### Belsőépítészet

A kastély főemeletének alaprajza

A belső terek nemcsak a császári család tartózkodási helyéül szolgáltak, hanem reprezentációs célokat is betöltöttek, számtalan ünnepségen, rendezvényen kellett, hogy szimbolizálják és erősítsék a monarchia presztízsét. Ebből a célból a kor sok neves művészét és mesterét rendelték ide az építkezés idején, hogy a szobák megkapják a legmagasabb eleganciát. A belsőépítészeti stílusokban ötvöződik a barokk és a rokokó, valamint a biedermeier, amelyek harmonikus együttest alkotnak.
A nyugati szárny első emeletén találhatók meg a császári pár (I. Ferenc József és Erzsébet császárné) lakosztályai. A keleti részben Mária Terézia kvártélyai, valamint az ún. Ferenc Károly-lakosztályok kaptak helyet, melyekben a császár szülei, Ferenc Károly főherceg és Zsófia főhercegné élték mindennapjaikat.
A palota több száz szobája közül császári család apartmanjai a kastély leglátványosabb helyiségei, a nyilvánosság számára többségében ezek állnak nyitva(szám szerint 40). A kastély egy része ma is funkcionál, elsősorban önkormányzati lakásokként kerültek bérbeadásra.

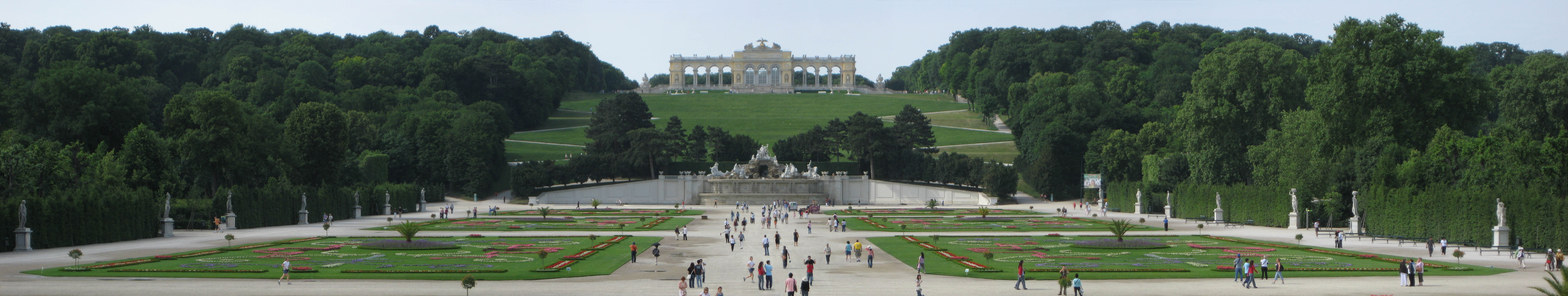
A kastély parkja. Középen a Neptun-kút áll. A kastély mögötti dombon a Gloriette látható.

## Lásd még
- Schönbrunni állatkert

## Külső hivatkozások
- A kastély honlapja
- Schönbrunni kastély az UNESCO világörökség honlapján (angolul)
- Fotógaléria